# Grzech przeciwko Duchowi Świętemu
Grzech przeciwko Duchowi Świętemu – w teologii chrześcijańskiej jedyny grzech, o którym Jezus powiedział, że nie będzie odpuszczony.

## Perykopa synoptyczna
Podstawą biblijną do zdefiniowania grzechu przeciwko Duchowi Świętemu i konsekwencji z nim związanych stanowi przekaz zawarty w ewangeliach synoptycznych, według którego Jezus, oskarżony przez faryzeuszy o działanie mocą Belzebuba, użył w odpowiedzi następującego sformułowania:
- Ewangelia Mateusza: Dlatego powiadam wam: Każdy grzech i bluźnierstwo będą odpuszczone ludziom, ale bluźnierstwo przeciwko Duchowi nie będzie odpuszczone. Jeśli ktoś powie słowo przeciw Synowi Człowieczemu, będzie mu odpuszczone, lecz jeśli powie przeciw Duchowi Świętemu, nie będzie mu odpuszczone ani w tym wieku, ani w przyszłym[1].
- Ewangelia Marka: Zaprawdę, powiadam wam: wszystkie grzechy i bluźnierstwa, których by się ludzie dopuścili, będą im odpuszczone. Kto by jednak zbluźnił przeciw Duchowi Świętemu, nigdy nie otrzyma odpuszczenia, lecz winien jest grzechu wiecznego. – Każdemu, kto mówi jakieś słowo przeciw Synowi Człowieczemu, będzie przebaczone, lecz temu, kto bluźni przeciw Duchowi Świętemu, nie będzie przebaczone[2].
- Ewangelia Łukasza: Każdemu, kto mówi jakieś słowo przeciw Synowi Człowieczemu, będzie przebaczone, lecz temu, kto bluźni przeciw Duchowi Świętemu, nie będzie przebaczone[3].

## Apokryfy
Wypowiedź Jezusa o grzechu przeciwko Duchowi Świętemu zawiera również gnostycka Ewangelia Tomasza:
- Rzekł Jezus: Temu, kto bluźni przeciw Ojcu, będzie wybaczone, i temu, kto bluźni przeciw Synowi, będzie wybaczone. Temu zaś, kto bluźni przeciw Duchowi Świętemu nie będzie wybaczone ani na ziemi, ani w niebie[4].

## Teologia katolicka

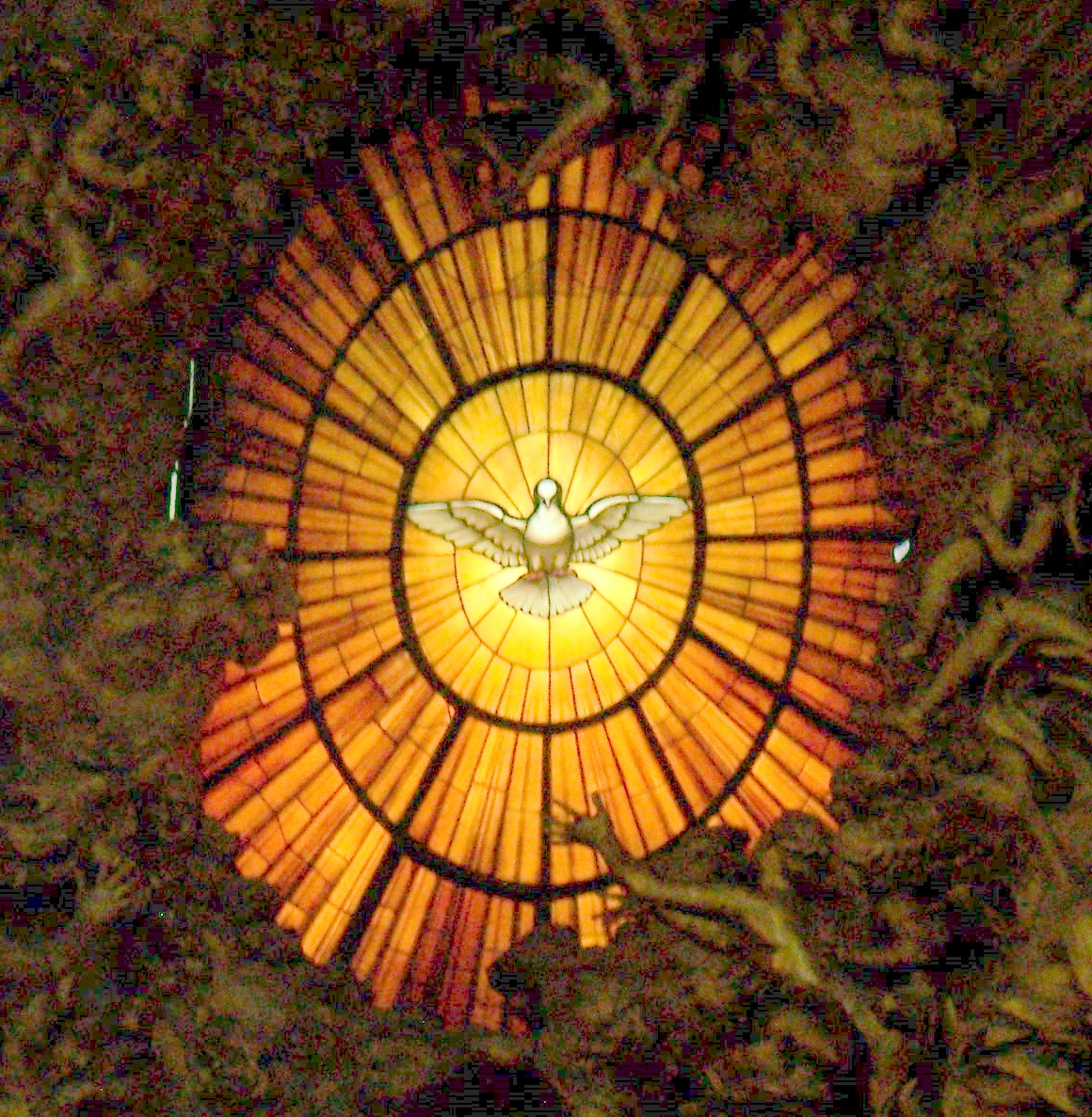
Duch Święty – witraż w bazylice watykańskiej

W teologii katolickiej grzechy przeciwko Duchowi Świętemu są przedmiotem przede wszystkim teologii dogmatycznej, moralnej oraz fundamentalnej.
Duch Święty jest osobowym Bogiem (Trójca Święta), dlatego grzech skierowany w sposób świadomy i dobrowolny bezpośrednio przeciwko niemu jest jednocześnie bezpośrednim przekroczeniem I przykazania Dekalogu i tym samym obarczony jest najwyższą materią, stając się grzechem ciężkim (śmiertelnym).
Duch Święty jest również Pocieszycielem i tym, który obdarza łaską, dlatego teologia wyróżnia dwa szczególne grzechy będące wykroczeniem przeciw teologalnej cnocie nadziei, a tym samym będące grzechami poważnej materii przeciw Duchowi Świętemu jako Źródle nadziei. Są to:
- rozpacz (desperacja) – rozumiana jako stałe i całkowite odrzucenie Bożego miłosierdzia oraz możliwości zbawienia i Bożej sprawiedliwości (grzech śmiertelny ze swej natury – ex toto genere suo mortale),
- zuchwała ufność (presumpcja) – rozumiana jako stała i fałszywa pewność w zdobyciu zbawienia z wykluczeniem osobistego zaangażowania w jego osiągnięcie przy jednoczesnym braku bojaźni Bożej (grzech ciężki ze swej natury – ex toto genere suo grave).

Katechizm Św. Piusa X rozróżnia sześć poszczególnych grzechów wymierzonych przeciwko Duchowi Świętemu:

Ile jest grzechów przeciwko Duchowi Świętemu?

Sześć jest grzechów przeciwko Duchowi Świętemu:
- o łasce Bożej rozpaczać;
- przeciwko miłosierdziu Bożemu zuchwale grzeszyć;
- uznanej prawdzie chrześcijańskiej się sprzeciwiać;
- bliźniemu łaski Bożej zazdrościć;
- na zbawienne napomnienia zatwardziałe mieć serce;
- rozmyślnie trwać w niepokucie.

Niewybaczalność grzechów przeciwko Duchowi Świętemu nie polega na tym, że Bóg nie chce przebaczyć jakiegoś grzechu człowiekowi, na zasadzie wyjątku, lecz na tym, że człowiek grzesząc sam wyklucza się z Bożego działania, niosącego ze sobą odpuszczenie wszystkich grzechów. Nieprzebaczenie przez Boga bluźnierstwa przeciw Duchowi Świętemu jest przyczynowo związane z brakiem pokuty i nawrócenia. Zbawienie jest łaską, więc decyzja o nim jest zależna wyłącznie od wolnej woli Boga. Nawrócenie, a zwłaszcza jego sakramentalna forma, jest przywróceniem łączności (komunii) z Bogiem, dlatego grzech przeciwko Duchowi Świętemu, jak każdy inny grzech śmiertelny może zostać odpuszczony pod warunkiem nawrócenia.
Katechizm Kościoła Katolickiego w punkcie 1864 odnosi się następująco do grzechów przeciwko Duchowi Świętemu:

Każdy grzech i bluźnierstwo będą odpuszczone ludziom, ale bluźnierstwo przeciwko Duchowi Świętemu nie będzie odpuszczone” (Mt 12, 31). Miłosierdzie Boże nie zna granic, lecz ten, kto świadomie odmawia przyjęcia ze skruchą miłosierdzia Bożego, odrzuca przebaczenie swoich grzechów i zbawienie ofiarowane przez Ducha Świętego. Taka zatwardziałość może prowadzić do ostatecznego braku skruchy i do wiecznego potępienia.

## Protestantyzm
Protestanckie wyznania i teolodzy mieli różne podejścia w definiowaniu tego czym jest grzech przeciw Duchowi Świętemu.
Jan Kalwin napisał:
Mówię więc, ten grzeszy przeciwko Duchowi Świętemu, który opanowany przez moc prawdy Bożej nie mogąc powoływać się na niewiedzę, jednak świadomie opiera się, a wyłącznie ze względu na opór.
Wśród pozostałych rozumień Bluźnierstwa przeciw Duchowi Świętemu niektórych wyznań protestanckich można wymienić m.in.: dozgonną zatwardziałość serca, bluzganie słowne Ducha Świętego, przypisywanie cudów demonom (jako świadek), apostazja. Można spotkać się także z tezą, że  każdy grzech ciężki (świadomy, dobrowolny, w ważnej sprawie) jest grzechem niewybaczalnym.

## Mormonizm
Członkowie Kościoła Jezusa Chrystusa Świętych w Dniach Ostatnich, mają podobne rozumienie grzechu wiecznego do głównego nurtu chrześcijaństwa. Joseph Smith, założyciel Ruchu, powiedział w dyskursie króla Folletta:
Wszystkie grzechy będą odpuszczone, z wyjątkiem grzechu przeciwko Duchowi Świętemu, bo Jezus uratuje wszystkich z wyjątkiem synów zatracenia. Co musi zrobić człowiek aby popełnić niewybaczalny grzech? On musi otrzymać Ducha Świętego, mając otwarte niebiosa i poznanie Boga, a następnie musi popełnić grzech przeciwko niemu. Po tym jak człowiek zgrzeszył przeciwko Duchowi Świętemu, nie ma skruchy dla niego. On musi powiedzieć, że słońce nie świeci, podczas gdy widzi, że świeci, musi zaprzeczyć Jezusa Chrystusa, gdy niebiosa zostały otwarte dla niego, i zaprzeczyć zbawieniu ze świadomością prawdy o zbawieniu, i od tej chwili zaczyna być wrogiem.

## Świadkowie Jehowy
Według Świadków Jehowy, „duch święty to czynna moc Boża, a nie osoba”. Kto grzeszy przeciwko tej mocy, nie dostępuje przebaczenia (Mt 12:31, 32). Tylko Jehowa Bóg decyduje, czy popełniony grzech jest niewybaczalny. Rozmyślne obstawanie przy samolubnym postępowaniu, buntowanie się przeciw przejawom działania ducha Bożego – to może oznaczać bluźnierstwo przeciw niemu, będące grzechem niewybaczalnym (Mk 3:29, 30; Hbr 10:26–31).

## Uniwersalizm
Uniwersaliści wierzą, że wszyscy ludzie w końcu pojednają się z Bogiem, a więc, że nie ma czegoś takiego, jak grzech wieczny.